# Balan (Ardenas)
 Balan  es una población y comuna francesa, en la región de Champaña-Ardenas, departamento de Ardenas, en el distrito de Sedan y cantón de Sedan-Est.

## Demografía
| 1518 | 1461 | 1419 | 1376 | 1568 | 1612 |
| Para los censos de 1962 a 1999 la población legal corresponde a la población sin duplicidades (Fuente: INSEE [Consultar]) |      |      |      |      |      |